# Lisowi Hryniwci
Lisowi Hryniwci (ukr. Лісові Гринівці) – wieś na Ukrainie, w obwodzie chmielnickim, w rejonie chmielnickim, siedziba hromady. W 2001 liczyła 2108 mieszkańców, spośród których 2044 wskazało jako ojczysty język ukraiński, 53 rosyjski, 4 mołdawski, 1 białoruski, 5 ormiański, a 1 inny.